# Magyarfenes
Magyarfenes (1889-ig Oláhfenes, románul: Vlaha) falu Romániában, Kolozs megyében. Tordaszentlászló községhez tartozik.

## Fekvése
Magyarfenes kb. 20 km-re található Kolozsvártól, a Gyalui-havasok lábánál, Kalotaszeg része.

## Első említése
Első említése 1285-ből való, Fenes néven, majd az 1332-es pápai tizedjegyzés említi, ekkor Oláhfenes néven, de katolikus egyháza révén magyar jellegűnek lehet tekinteni a települést.

## Története
Nevét az oklevelek 1285-ben említették először Fenos néven.
A település nevét a Fenes patak-ról kapta, melynek felső szakasza Imre király óta magánbirtokban volt Szentlászló, s ezt 1285-ben elválasztották az erdélyi püspök fenesi birtokától. A püspök Fenes alsó szakasza melletti birtokán két falu alakult ki: egyik a Szamos völgyében, másik a hegyen.
V. István király korában kezdődő telepítések során a völgyi falu lakóit szász, a hegyi falu lakóit román telepesekkel növelték, így kapott a két falu megkülönböztető Szász- és Oláh- előnevet.
1299-ben a püspök, hogy fenesi népei jobban gyarapodjanak megszerzi cserébe a monostori apáttól Leske (Apáthavasa) birtokot is.
Szászfenest e nevén 1297-től nevezik. Határában épült az erdélyi püspök vára.
1312-ben említik a fenesi várnagyot, a kolozsi ispánt két szolgabíróval együtt.
1334-ben papja 48 régi báni pápai tizedet fizetett.
A falu középkori lakossága előbb református, majd unitárius lesz. 1615-ben Bethlen Gábor visszaadja a templomot a katolikusoknak, majd újra a reformátusoké és 1630-as években a reformátusoké lesz. 1749-ben a templom patrónusai, gróf Haller György és Csáki Zsigmond özvegye ismét a katolikusoknak juttatják.
1992-ben 909 magyar és 4 román lakosából 772 fő református és 129 fő katolikus (5 fő ortodox).

## Látnivalók
Az eredetileg a 13. században épült római katolikus templom tornya 19. századi. 1285-ben már állt a Szent Lászlónak szentelt templom, ebben az időben püspöki tulajdonban volt.
A templomkertben magyar feliratú sírköveket találunk:
| UTAZÓ!, AZT MONDOM HA HÍN…, POR VAGY ÉS A PORBA, VISSZA MÉGY, MIDŐN NEM IS VÉLNÉD, IDE ..ÖSZ A SORBA, KÉSZEN LÉGY! |

Nagyon értékes a templom 14. századi freskója, melyek feltárása a mai napig tart.
A freskókat feltételezések szerint a Kolozsvári testvérek, Márton és György - a híres sárkányölő Szent György szobor alkotóinak - apja, Miklós készítette.
A keleti falon Jézus kereszthalálát láthatjuk, Szűz Mária és Szent János apostol társaságában.
Középen Veronika kendője, jobboldalt a sírjában álló halott Krisztus látható.
A falakat a 17. század elején lemeszelték, és csak 1935-ben tárták fel az első részlet töredékeket.
Kortárs művészet:
Magyarfenesi szoborpark - monumentális szénaszobrok - Bartha C. Ernő: http://www.ernobartha.com/portfolio/sculpturepark.aspx Archiválva 2009. október 15-i dátummal a Wayback Machine-ben

## Képgaléria
- Képgaléria Magyarfenesről a www.erdely-szep.hu honlapon

## Híres emberek
- Itt született 1938. szeptember 15-én Bazsó Zsigmond író, ujságíró.
- Itt született 1938-ban Asztalos Albert építészmérnök.